# Balástya–Szatymaz környéki homokvidék
Balástya–Szatymaz környéki homokvidék este o arie protejată (arie de protecție specială avifaunistică — SPA) din Ungaria întinsă pe o suprafață de 6.171,8 ha, integral pe uscat.

## Localizare
Centrul sitului Balástya–Szatymaz környéki homokvidék este situat la coordonatele 46°24′16″N 19°57′25″E / 46.4044°N 19.9569°E.

## Înființare
Situl Balástya–Szatymaz környéki homokvidék a fost declarat arie de protecție specială avifaunistică în mai 2004 pentru a proteja 11 specii de animale.

## Biodiversitate
Situată în ecoregiunea panonică, aria protejată nu include niciun habitat protejat.
La baza desemnării sitului se află mai multe specii protejate de  păsări (11): fâsă-de-câmp (Anthus campestris), pasărea ogorului (Burhinus oedicnemus), barză albă (Ciconia ciconia), erete vânăt (Circus cyaneus), dumbrăveancă (Coracias garrulus), ciocănitoare de grădină (Dendrocopos syriacus), șoim dunărean (Falco cherrug), sfrâncioc roșiatic (Lanius collurio), sfrânciocul cu frunte neagră (Lanius minor), ciuf-pitic (Otus scops), silvie porumbacă (Sylvia nisoria).